# 연세대학교 신촌캠퍼스
연세대학교 신촌캠퍼스(延世大學校 新村-, Yonsei University Sinchon Campus)는 서울특별시 서대문구 신촌동에 위치한 연세대학교의 캠퍼스이다.
면적은 약 990,000m2이며, 하늘에서 바라본 형상은 마름모꼴이다. 서울의 손꼽히는 부도심인 신촌에 인접하고 있으며, 동쪽으로는 성산로 건너 이화여자대학교가 있다. 본관인 언더우드관을 비롯한 학교의 초창기에 지어진 건물들은 잘 보존되어 사적으로 지정되었으며, 여러 단과대학, 연구시설 등과 중앙도서관, 의료원, 학생회관, 기숙사 등이 있는 핵심 캠퍼스이다.

## 연혁
언더우드의 큰아버지인 존 토마스 언더우드(John Tomas Underwood)는 10만 달러를, 로스앤젤레스의 찰스 스팀슨(Charles S. M. Stimson)은 대학 설립용 자금으로 2만 5천 달러를 연희전문학교에 기부하였다. 언더우드는 미국에 돌아가서 교사 건립용 기부금 모금을 했는데 스팀슨에게서 위 기부금을 얻은 후 사망하였고, 후임 교장인 에비슨이 기부금으로 교사를 건립하였다. 연희전문학교는 당시 경기도 고양군 연희면 신촌리의 숲이 울창한 토지 190,320평을 매입하였다. 이곳은 조선 정종 때 세워진 연희궁(延禧宮) 터와 영조(英祖)의 후궁 영빈 이씨(映嬪李氏)의 수경원(綬慶園)이 자리잡고 있었고, 학교명 ‘연희’는 여기서 연유하였다. 캠퍼스 마스터플랜과 교사동 설계는 예일 대학교 건축과를 졸업한 미국인 건축가 헨리 머피(Henry Killian Murphy)에 의하여 작성되었다. 현재의 백양로 등 신촌캠퍼스의 골격은 초기 마스터플랜에 의해 조성되었다. 최초의 건물은 치원관(致遠館)이며, 목조 2층으로 1918년에 준공되어 1950년까지 있었다. 치원관 이외에도 스팀슨관, 언더우드관, 아펜젤러관, 한경관 등이 준공되었으며, 기숙사인 핀슨관과 노천극장, 돌층계 등이 만들어졌다.

## 캠퍼스 구조
현재 신촌캠퍼스는 송림으로 둘러싸인 99만m2의 규모로 성장하였다. 신촌캠퍼스를 가로지르는 백양로를 중심축으로 오른편에 현대식 건물로 165천m2에 달하는 연세의료원, 백주년기념관, 수경원, 루스채플, 음악대학, 학생회관, 대강당, 경영관, 노천극장, 청송대가 있으며, 왼편에는 연세공학원, 공과대학, 중앙도서관, 체육관, 체육교육관, 장기원기념관, 연세과학원, 과학관, 백양관, 광복관이 서로 대치를 이루며 서 있다.
백양로의 끝에는 대학 본부가 위치한 언더우드관을 중심으로 왼편에 스팀슨관과 오른편에 아펜젤러관이 위치에 있고 세 건물의 중앙에는 학교의 창설자이며 초석을 이룬 언더우드의 동상이 서 있다. 스팀슨관 뒤편 언덕위 왼편에는 한경관과 핀슨관이 나란히 서 있고, 그 뒤로 신학관이 동향을 바라보며 자리잡고 있다. 언더우드관의 뒤편으로 사회과학대학이 자리한 연희관이 서 있으며 오른편에 성암관, 왼편에 유억겸기념관, 그 뒤로 대우관이 있다. 유억겸기념관 뒤편 오른쪽에는 빌링슬리관이 자리잡고 있으며 뒷산 중턱에는 종합교실단과 외솔관, 위당관이 서 있다. 성암관 뒷길을 따라 동문방향으로 가면 우측에 새천년관, 국제학사, 언어연구교육원, 제중학사가 있고, 대우관 뒤편 고개를 넘어 북문방향으로 가면 무악학사(학생기숙사) 5개동이 자리잡고 있다.

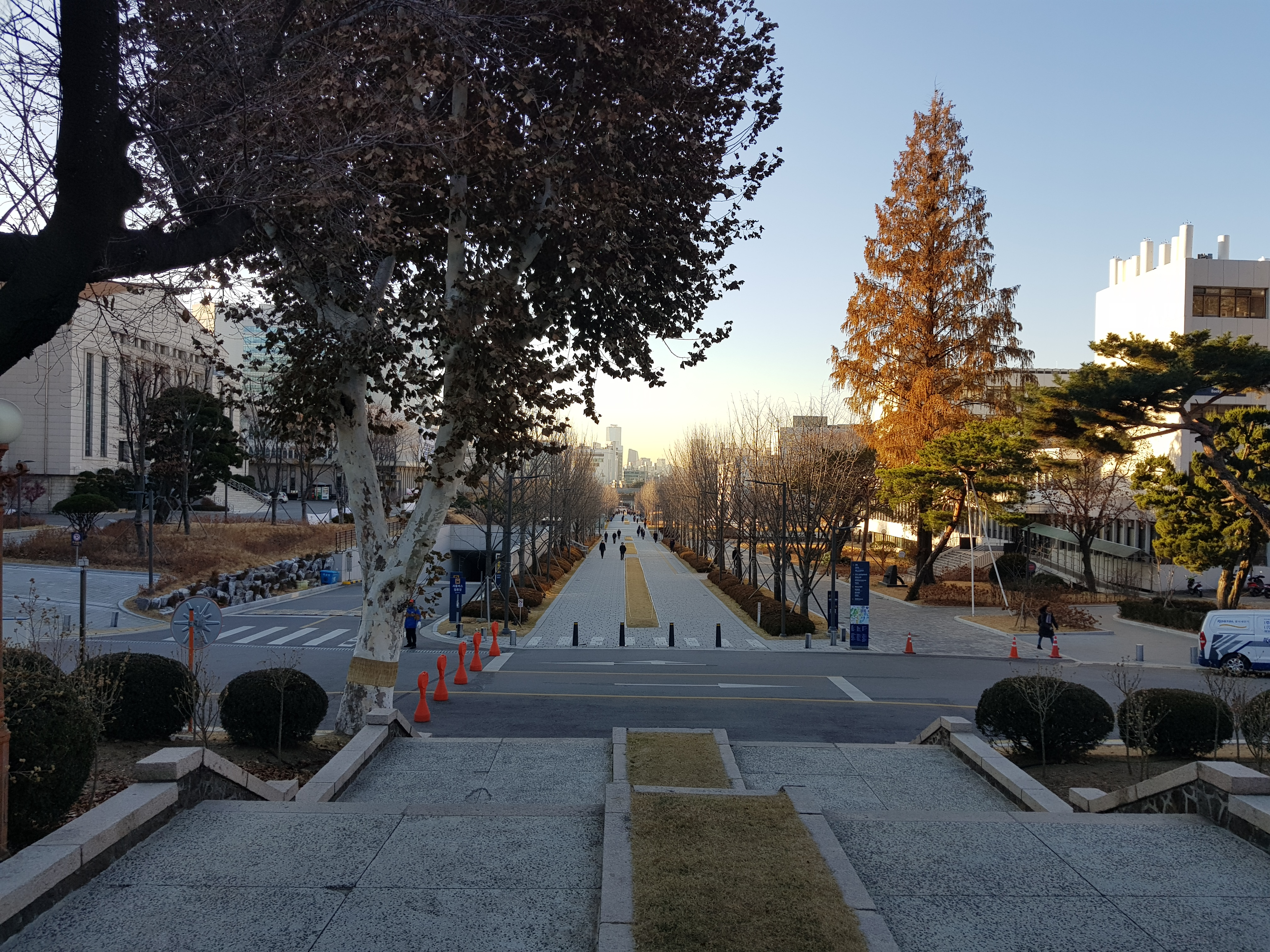
백양로 재창조 프로젝트 이후의 백양로

- 백양로(白楊路) : 현재 백양로라고 불리지만 본래 백양로는 1930년경 만들어진 연희의 관문으로 백양목(白楊木)이 도로 좌우로 심어져 있었다. 1960년 4월에는 나무의 수명이 다 되었기 때문에 베어 버리고, 노폭 22m의 아스팔트로 포장된 도로로 양쪽에는 은행나무가 심어져 있다.[5] 2013년부터 백양로의 아스팔트를 걷어내고 지하에는 카페, 문구점 등 매장과 연회공간 그리고 주차장을, 지상에는 보행자 통로를 만드는 공사를 진행했다. 2015년 10월 7일에 백양로 재창조 봉헌식을 올렸다.
  - 백양누리(The Commons) : '백양로 재창조 프로젝트'의 일환으로 구성된 지하 캠퍼스다. 국내 지하 캠퍼스 대표 사례로는 이화여자대학교의 ECC, 가천대학교의 비전타워 등이 있다. 주요 시설로는 그랜드 볼룸과 최영 홀, 김순전 홀 등 컨벤션 시설과 카페 겸 레스토랑 '더 라운지'가 위치해 있다. 해당 시설은 한화푸드테크가 운영 중이다. 이 외에도 금호아트홀 연세와 스타벅스, 파리바게뜨, 잠바주스 등 프랜차이즈 브랜드 및 기념품 상점이 입점해 있다.

- 스팀슨관(Stimson Hall) : 스팀슨관은 1920년에 지상 2층, 반지하층의 석조 건물로 준공되었다.[6] 스팀슨의 기부금으로 지은 것으로, 대학 본부로 사용하다가 현재는 대학원과 대외협력처에서 사용하고 있으며, 1981년에 사적 275호로 지정되었고[8] 일제시대 대학캠퍼스 건물은 대부분 석조 고딕풍의 건축이었다. 이러한 건물들의 최초 건물이 스팀슨관이다.[6]

- 아펜젤러관(Appenzeller Hall) : 아펜젤러관은 미국 매사추세츠주 피츠필드 시의 제일감리교회(First Methodist Church)의 기부금으로 1924년 지상 2층, 지하 1층의 석조 건물로 준공되었다. 아펜젤러관은 이학관(理學館)으로 연희전문캠퍼스에서 두 번째로 건립된 건물이다.[9] 현재 사회복지대학원 등으로 사용되고 있으며, 1981년 사적 277호로 지정되었다.[8] 건물 명칭은 언더우드와 함께 내한한 미국 북감리교 선교사 헨리 아펜젤러(H. G. Appenzeller)를 기념하기 위하여 명명되었다. 아펜젤러는 배재학당(培材學堂)을 설립하는 등 교육과 선교 사업에 업적을 남겼다.[9]

- 언더우드관(Underwood Hall) : 언더우드관은 1925년 지상 3층(중앙탑 5층)의 석조 건물로 준공되었다. 건물의 명칭은 연희전문학교의 설립자인 언더우드를 기념하기 위하여 명명되었다. 연희캠퍼스에서 스팀슨관, 아펜젤러관에 이어 3번째 석조 건물이다.[10] 건물은 문과대학에서 사용하여 오다가 1982년부터 대학 본부 건물로 사용하고 있으며, 사적 276호로 지정되었다.[11]  언더우드관은 초기 마스터플랜의 중심축인 백양로의 종점에 위치하여 좌우에 스팀슨관과 아펜젤러관이 같이 있어 캠퍼스 내에서 시각적 정점(terminal vista)을 형성하였다. 언더우드관은 20세기 초기의 대표적인 대학 캠퍼스인 연희전문학교 캠퍼스의 중심 건물이면서 보존 상태가 우수하여 역사적 가치가 크다.[10]

- 언더우드 동상 : 연희전문학교의 설립자인 언더우드의 동상은 1928년에 교직원과 사회 인사들의 기부를 통해 세워졌으나[5] 1942년에 일제에 의해서 전쟁 물자로 공출되어 그 자리에는 대리석으로 만든 흥아유신기념탑(興亞維新記念塔)[주 3]이 세워졌다. 1948년에 두 번째 동상을 세웠지만 한국 전쟁으로 다시 파괴되었다가 1955년에 세 번째 동상을 세웠다.[12]

- 청송대(聽松臺) : 연세대학교 정문에서 백양로를 따라 캠퍼스를 오르며 노천극장을 끼고 돌면 마주하는 소나무 숲이 청송대이다.[13] 청송대는 ‘소나무(松) 소리를 듣는다(聽)’는 의미이다.[14] 청송대에서 동문쪽으로 향해 난 뒷길은 연희전문학교 시절부터 알려진 유명한 데이트 장소이다. 이양하의 수필 《나무》, 《신록예찬》 등의 모티브가 되었다.[13]

- 노천극장 : 1932년 밀러(Dr. Miller) 교수에 의하여 설계되어 1933년 5월에 준공되었다. 이후 1957년 여름에 보수공사를 거쳤으며 현재의 노천극장은 동문들의 성금을 모아 1999년 5월 준공된 초현대식 건물로 성금을 낸 동문들의 이름을 대리석에 새겨놓고 있다.[5]

- 백주년기념관(百周年紀念館) : 연세대학교 창립 100주년을 기념하여 1988년 5월에 준공된 건물로 박물관과 콘서트홀로 구분하여 사용되고 있다.[15] 박물관은 1924년 설립되었으며, 1964년 공주 석장리 유적 발굴은 대한민국의 구석기 문화를 최초로 밝히는 계기가 되었다.[16] 박물관은 10개소의 전시실과 소강당, 4개소의 수장고로 이루어져 있다. 콘서트홀은 900여 명을 수용할 수 있는 객석과 휴게실을 갖추고 있다.[15]

- 광복관(光復館) : 정치 법학 대학이 있었던 광복관은 1984년 8월 연희관으로 이들이 옮겨가면서 지금은 법학전문대학원과 법무대학원, 세미나 용도로 이용되고 있다.

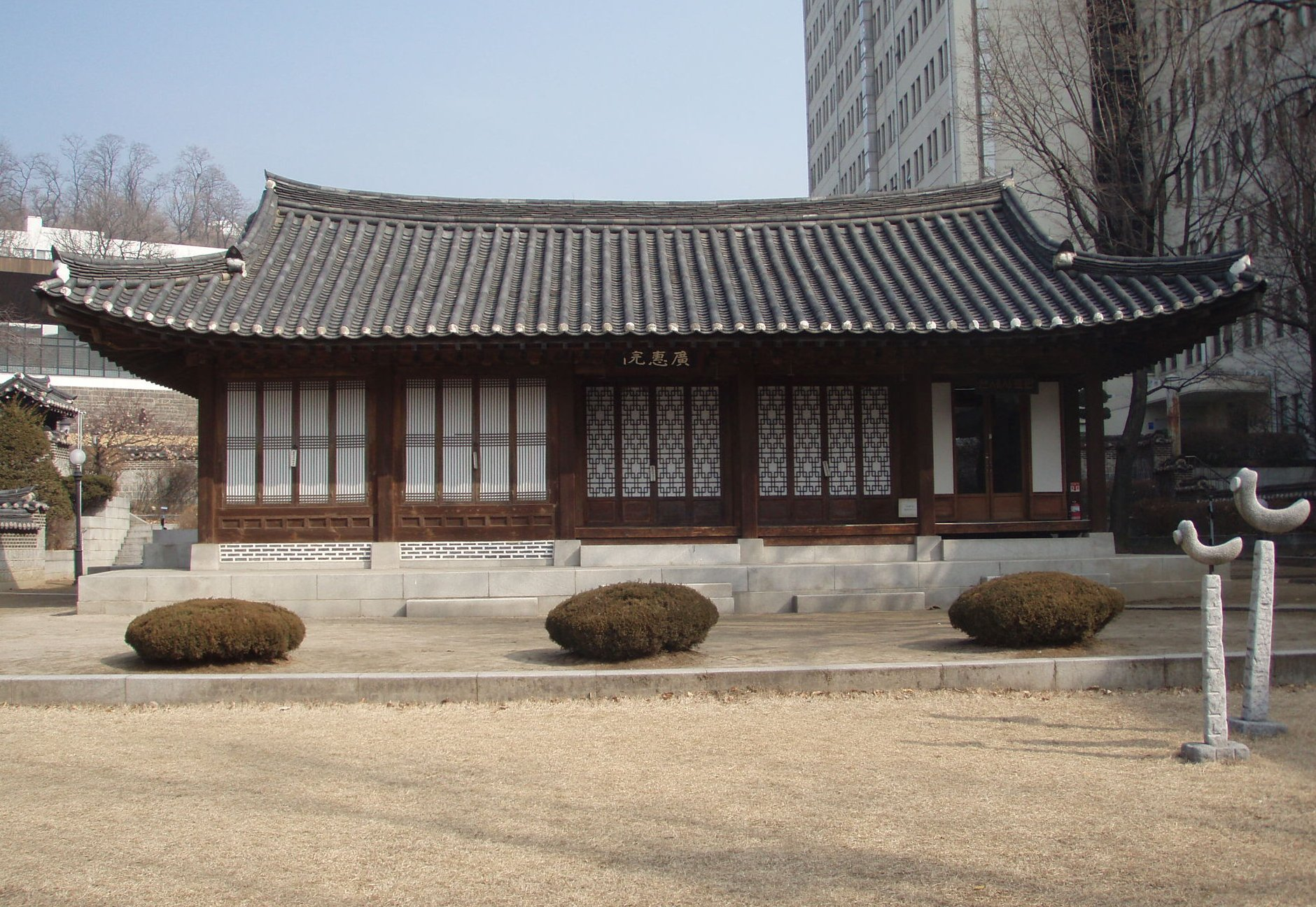
광혜원
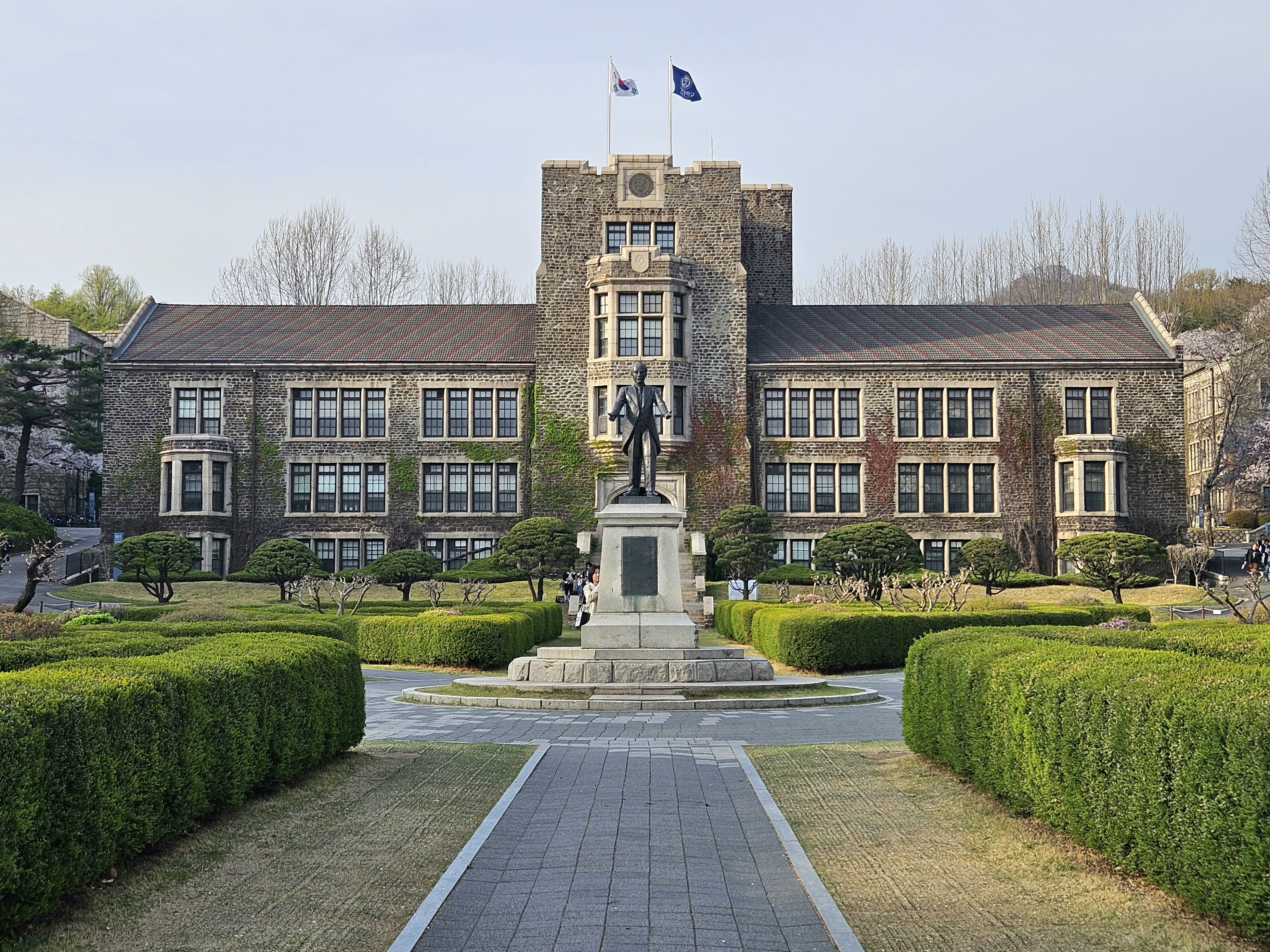
언더우드관
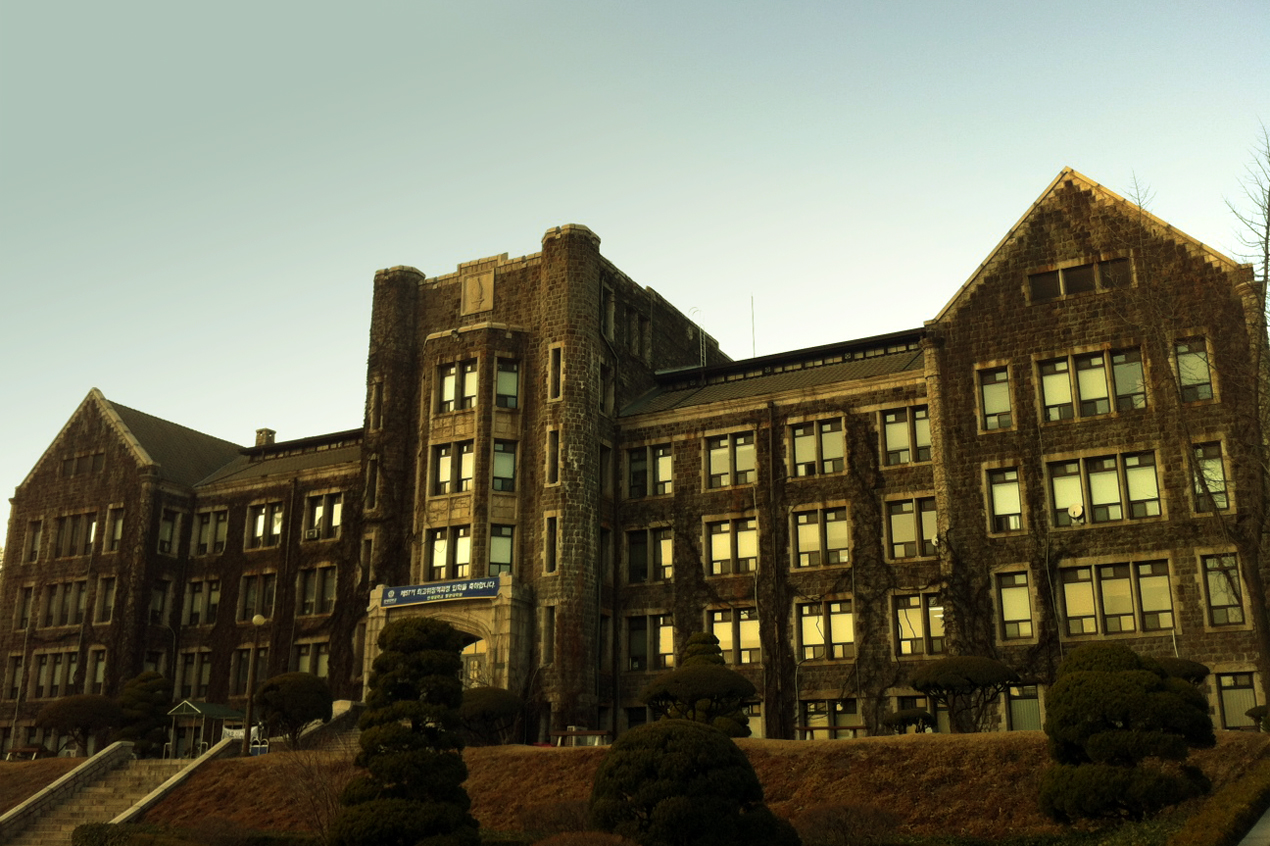
연희관
독수리 상
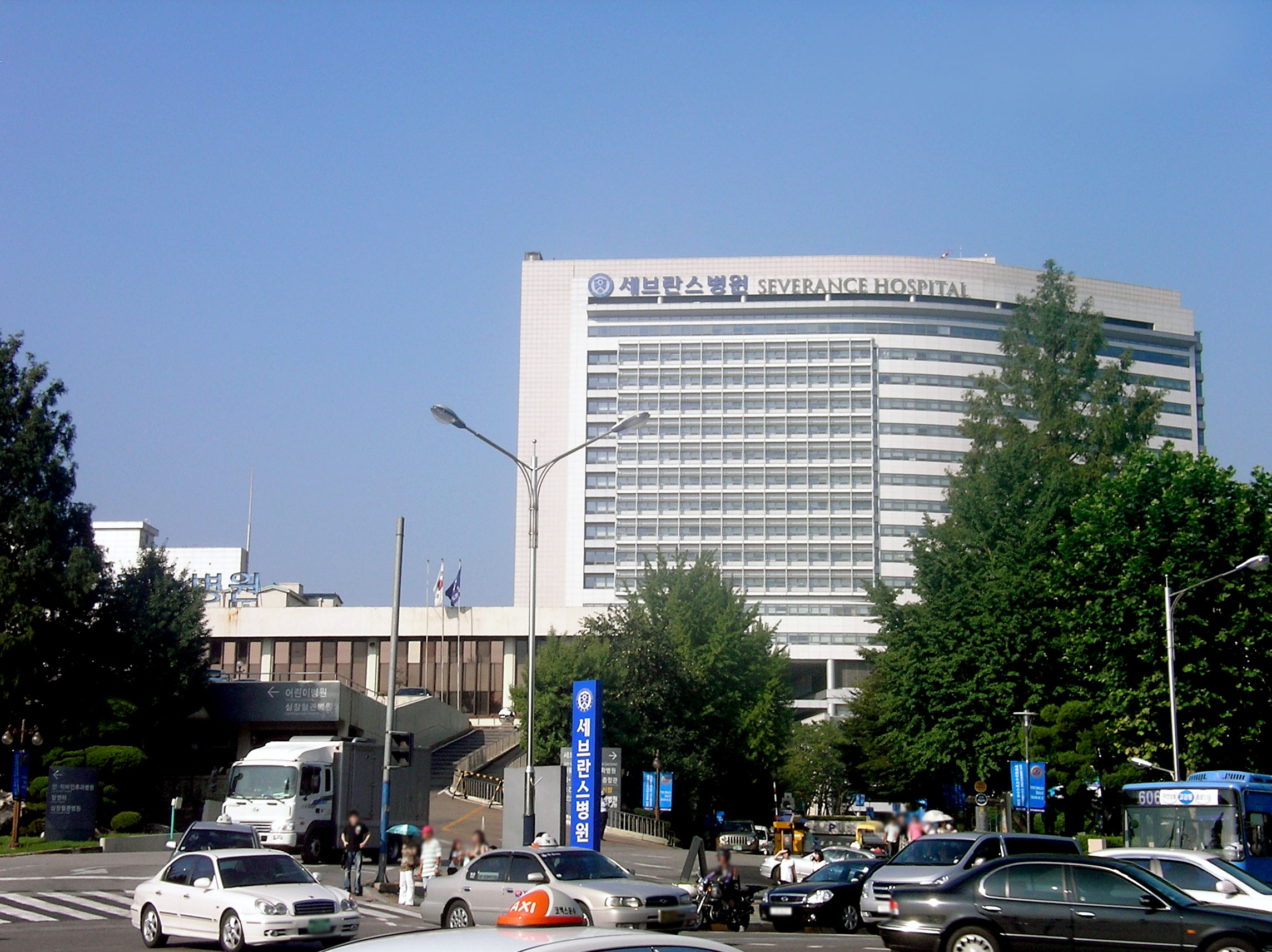
연세대학교 의료원
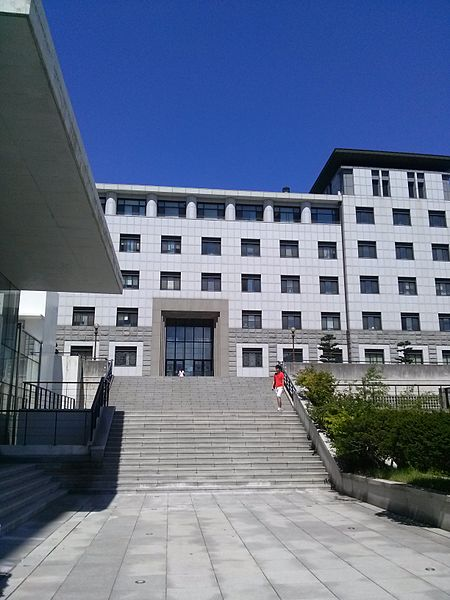
광복관
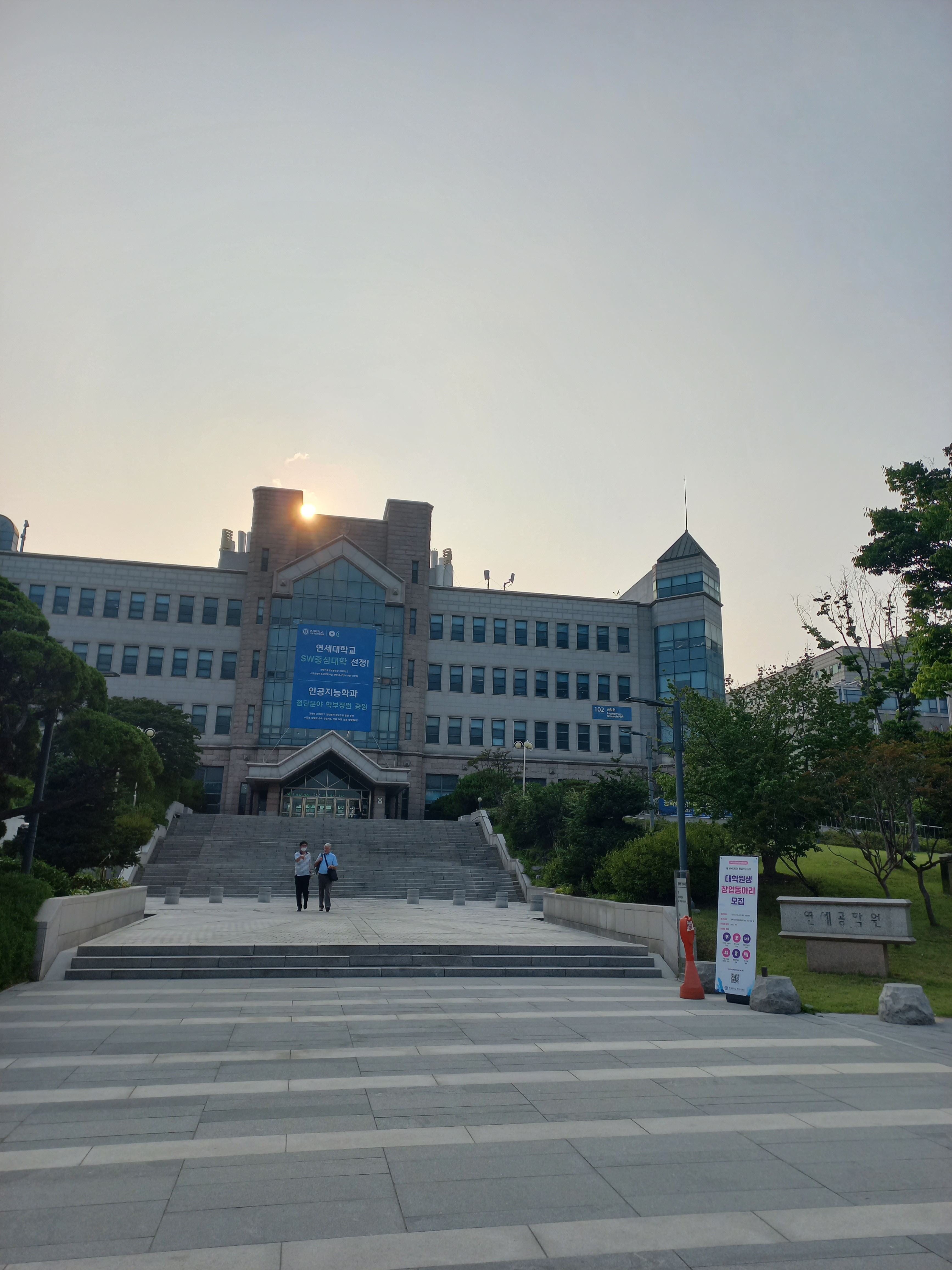
공학원
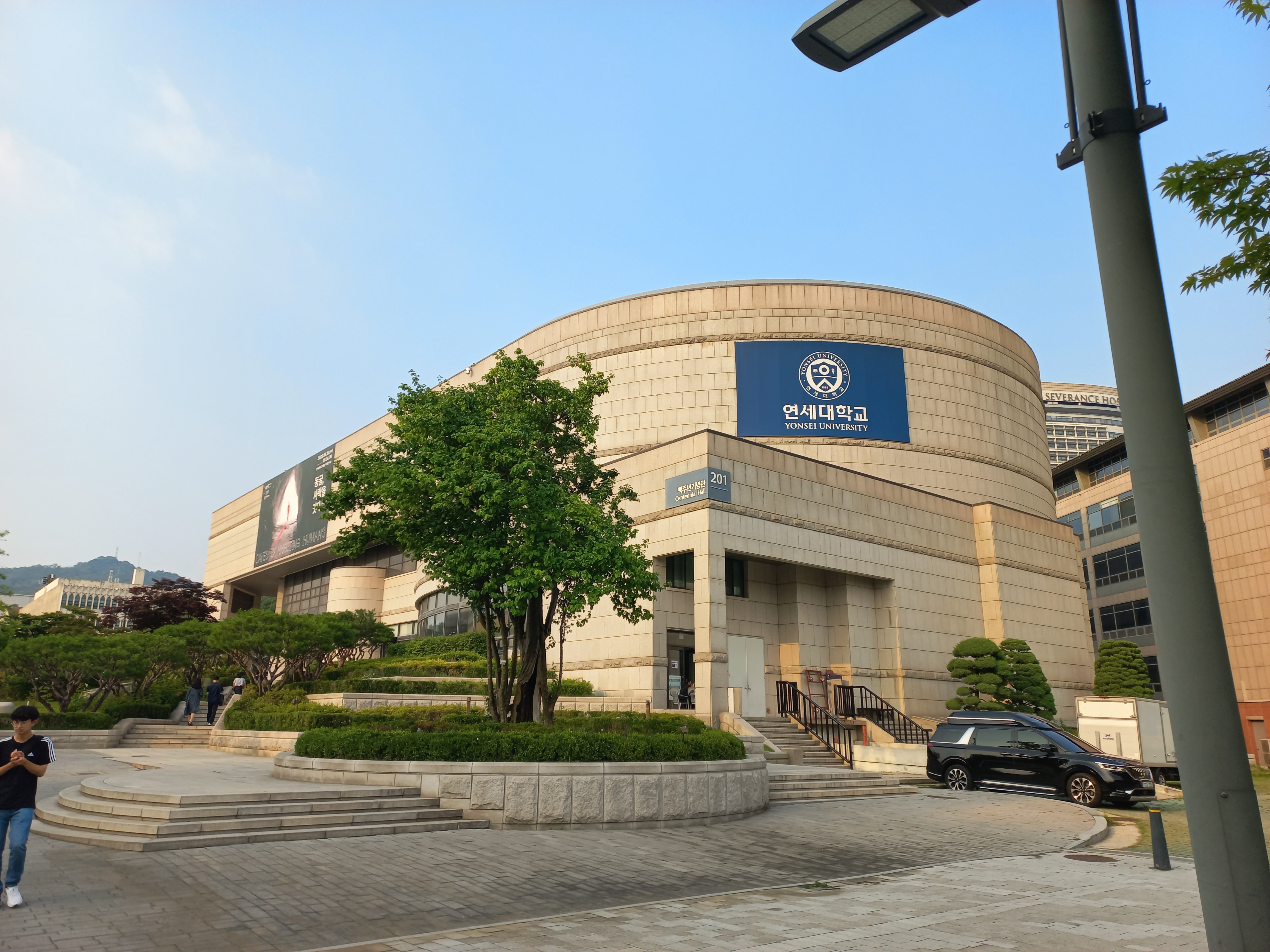
백주년 기념관
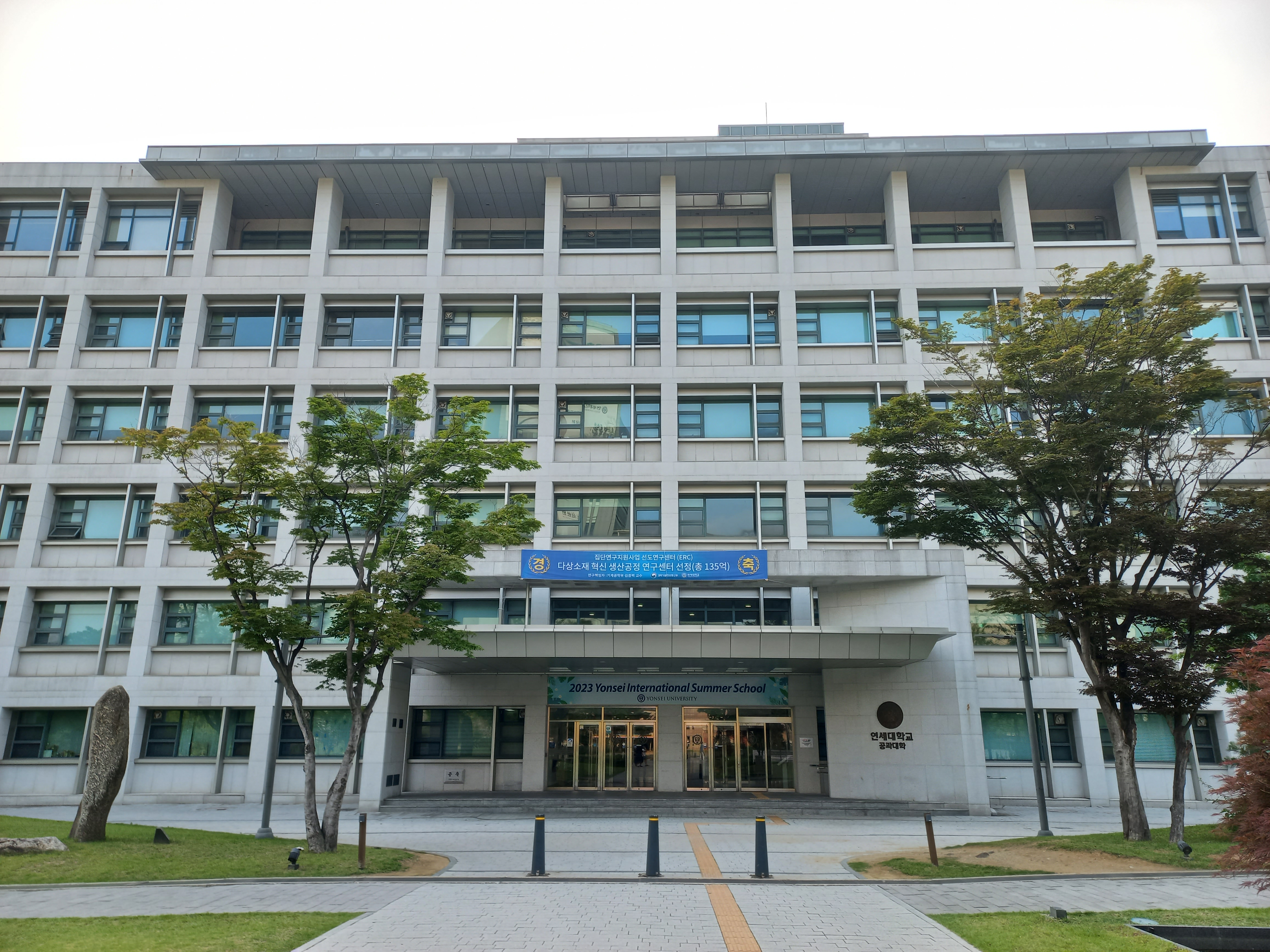
공과대학
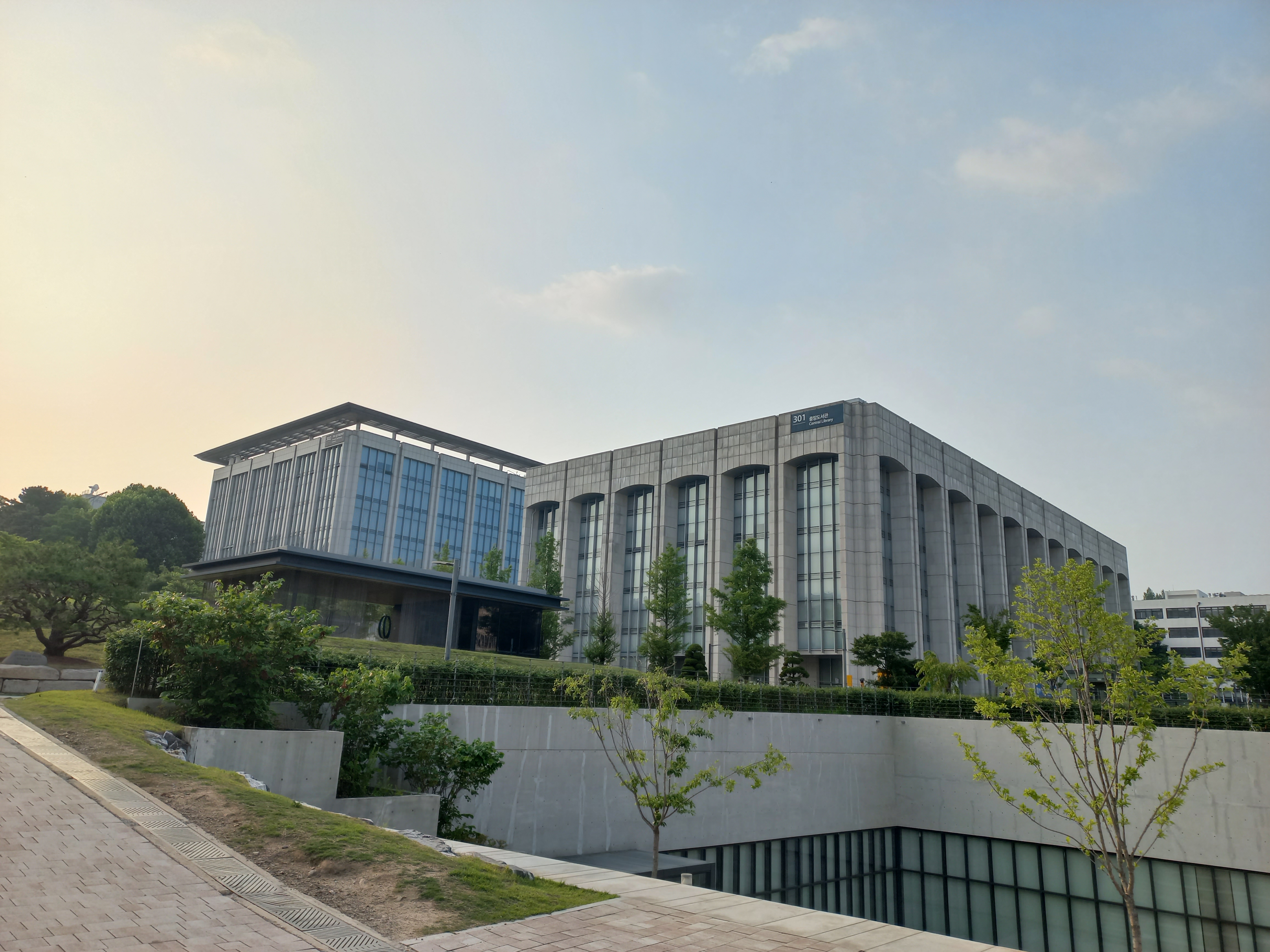
중앙도서관

## 학내 단체

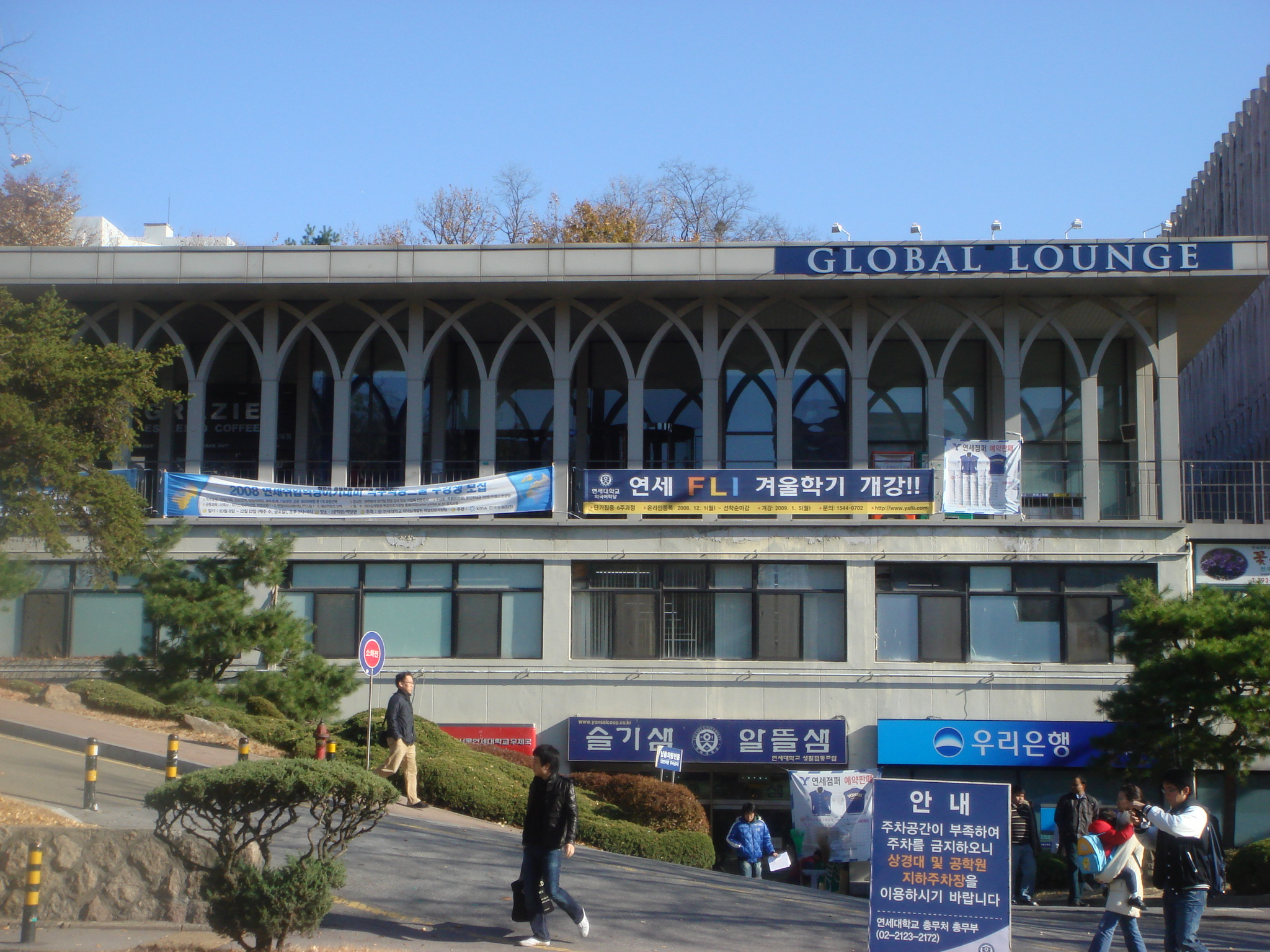
신촌캠퍼스의 글로벌 라운지

- 총학생회 : 총학생회는 학교 당국과 독립적인 학생들의 요구를 대외적으로 관철시키기 위한 학생자치기구이다. 연세대학교 총학생회는 18개 단과대학 학생회로 구성되어 있다.[17] 매년 선거로 총학생회가 선출되고 있으며, 2020년 현재 제55대 총학생회 ‘Mate’가 활동하고 있다. 학생복지처가 총학생회 활동의 지원을 담당하고 있으며,[18] 학생 복지를 관장하는 기구로 학생복지위원회라는 별도의 기구가 존재하여 생활협동조합의 운영, 생협장학금, 신촌판 택리지 발간, 특강 개설 등의 다양한 일을 하고 있다.[17]

- 연세춘추 : 연세춘추는 1935년 《연전타임스》라는 제호로 최초 간행되었는데 대한민국에서 가장 먼저 간행된 대학신문의 효시이다. 그 이후 1946년 《연희타임스》와 1953년 《연희춘추》를 거쳐, 1957년 《연세춘추》로 제호를 변경하면서 자리를 잡게 되었다. 연세춘추는 학기(한 학기에 약 12회, 방학 중 1회) 중 시험 기간과 그 다음 주를 제외한 매주 월요일에 발행하고 있으며 2005년 9월 웹진 《연두》를 창간함으로써 인터넷 신문의 역할을 강화하였다.[19] 신문사의 위치는 미우관 302호에 있다.

- The Yonsei Annals : 《The Yonsei Annals》는 1962년 《연세춘추》의 부속지로 최초 창간되었다. 1967년 1월에 발간이 중지되었다가 5개월 후 재발간되었으며 1968년에는 《연세춘추》의 자매지로 승격되었다. 1970년부터는 본격적인 대학영자신문으로서의 면모를 갖추게 된다. 《The Yonsei Annals》는 연 8회(3~6월, 9~12월) 매월 초에 발행된다. 2007년부터는 연세춘추사에서 분리되어 독립된 기관으로 운영되고 있다.[20]

- 연세 교육 방송국 : 연세 교육 방송국(Yonsei Educational Broadcasting Station, YBS)은 1959년 체신부로부터 방송국 인가를 받아 대학방송국으로 개국하였다. 그 후 박정희 정권 당시의 정보통신법에 대학무선방송이 저촉된다는 이유로 호출부호와 주파수를 반납하였다. 현재 매주 월요일부터 금요일까지 아침, 낮, 저녁 세 차례(2시간 30분)에 걸쳐 캠퍼스 내에 설치된 스피커와 인터넷을 통하여 다채로운 형식의 프로그램으로 방송을 하고 있다. 5월 대동제 기간에 청송대에서 열리는 ‘숲속의 향연’, 9월 연고제 때 열리는 ‘연고연합방송제’를 개최하고 있다.[21]

- 연세대학교 응원단 : 연세대학교 응원단은 응원단장 1인 체제로 이어져 오다가 1960년대 말에 단장-부단장-총무 3인 체제로 거듭나면서 응원단이 조직된다. 응원단은 신입생 오리엔테이션, 정기 및 비정기 연고전, 아카라카를 온누리에 등에서 응원을 담당한다. 응원단 출신의 유명인으로 조풍연, 이만섭, 임성훈 등이 있다.[22] 응원단이 주관하는 행사와 응원곡은 응원단 홈페이지에서 확인할 수 있다.

- 연세극예술연구회[깨진 링크(과거 내용 찾기)] : 중앙 연극 동아리인 연세극예술연구회는 1920년대 연희전문학교 시절부터 시작되었고, 1953년 공식 발족한 단체이다. 지금까지 100회의 정기 공연과 58회의 소극장 공연을 통해 연세대학교뿐 아니라 대한민국 연극사에 큰 획을 그었다. 연세극예술연구회 출신의 유명인으로 임택근, 오현경, 오태석, 명계남, 이대연 등이 있다. 1965년부터 5년마다 노천극장에서 동문합동공연을 올리고 있으며 2번의 정기 공연과 2번의 소극장 공연을 매년 올리고 있다.[23]

- 락그룹 소나기 : 소나기는 1979년에 결성된 ‘마그마’를 주축으로 당시 연세대학교 락음악 연주자들이 모여서 활동을 하다 1986년부터 ‘소나기’라는 이름으로 활동하고 있는 연세대학교 최초의 락그룹이다. 정기 연고전 외에도 매년 5월에 있는 대공연, 11월의 가을 공연 등 정기 공연과 학내 주요 행사의 연주를 담당하고 있다. 소나기는 1990년 MBC 대학가요제에서 《누군가》라는 곡으로 대상을, 1995년 《엇갈림 속에서》라는 곡으로 은상을, 2001년 《청춘가》로 대상을 수상하였다.[24]

## 개설 학과 · 전공
| 구분     | 단과대학명       | 학과명 | 참조 페이지 |
| -------- | ---------------- | --- | ----------- |
| 학부과정 | 문과대학         | 국어국문학과, 중어중문학과, 영어영문학과, 독어독문학과, 불어불문학과, 노어노문학과, 사학, 철학, 문헌정보학과, 심리학                            | 대학안내    |
| 학부과정 | 상경대학         | 경제학부, 응용통계학과 | 대학안내    |
| 학부과정 | 경영대학         | 경영학과 | 대학안내    |
| 학부과정 | 이과대학         | 수학과, 물리학과, 화학과, 지구시스템과학과, 천문우주학과, 대기과학과                                                                            | 대학안내    |
| 학부과정 | 공과대학         | 화공생명공학과, 전기전자공학과, 건축공학과, 도시공학과, 토목환경공학과 기계공학과, 신소재공학과, 정보산업공학과, 컴퓨터과학과, 글로벌융합공학부 | 대학안내    |
| 학부과정 | 생명시스템대학   | 시스템생물학과, 생화학과, 생명공학과 | 대학안내    |
| 학부과정 | 신과대학         | 신학과 | 대학안내    |
| 학부과정 | 사회과학대학     | 정치외교학과, 행정학과, 언론홍보영상학부, 사회복지학과, 사회학과, 문화인류학과                                                                  | 대학안내    |
| 학부과정 | 법과대학         | 법학과(08학번 이후 학부 폐지) | 대학안내    |
| 학부과정 | 음악대학         | 교회음악과, 성악과, 피아노과, 관현악과, 작곡과                                                                                                  | 대학안내    |
| 학부과정 | 생활과학대학     | 의류환경학과, 식품영양학과, 주거환경학과, 아동가족학과, 생활디자인학과                                                                          | 대학안내    |
| 학부과정 | 교육과학대학     | 교육학과, 체육교육학과, 스포츠레저학과 | 대학안내    |
| 학부과정 | 의과대학         | 의예과, 의학과 | 대학안내    |
| 학부과정 | 치과대학         | 치의예과, 치의학과 | 대학안내    |
| 학부과정 | 간호대학         | 간호학과 | 대학안내    |
| 학부과정 | 언더우드국제대학 | 국제학과, 경제학과, 문학과문화과, 정치외교학과, 생명과학공학과, 계량위험관리, 창의기술경영, 문화디자인경영, 융합과학공학부                      | 대학안내    |
| 구분     | 유형             | 설치과정 | 참조 페이지 |
| 대학원   | 일반대학원       | 연세대학교 대학원 | 대학원 소개 |
| 대학원   | 전문대학원       | 연합신학대학원, 국제학대학원, 정보대학원, 커뮤니케이션 대학원 사회복지대학원, 경영전문대학원, 법학전문대학원, 의학전문대학원                    | 대학원 소개 |
| 대학원   | 특수대학원       | 교육대학원, 행정대학원, 공학대학원, 보건대학원, 언론홍보대학원 법무대학원, 생활환경대학원, 경제대학원, 간호대학원                               | 대학원 소개 |

## 같이 보기
- 연세대학교
- 연세대학교 미래캠퍼스
- 연세대학교 국제캠퍼스
- 연세대학교 삼애캠퍼스

## 주해
1. ↑  연세대학교는 “너희가 내 말에 거하면 참으로 내 제자가 되고 진리를 알지니 진리가 너희를 자유롭게 하리라”는 성경(요한복음 8:31~32)을 바탕으로 진리와 자유의 정신을 체득한 지도자를 양성한다.[1]
2. ↑  학교법인 연세대학교 정관에 따르면 이사회의 이사는 기독교계 2인, 연세대학교 동문회 2인, 총장(예겸이사) 1인, 사회유지 4인(연세대학교 출신 2인, 기독교계 인사 2인), 개방이사 3인으로 구성된다. 기독교계 이사는 세브란스의학전문학교와 연희전문학교의 창립에 공헌한 교단에 소속된 목사로 한다.[2] 현재 정관은 2011년 10월에 개정되었으며, 기존 정관에서는 대한예수교장로회(통합) 1인, 기독교대한감리회 1인, 한국기독교장로회 1인, 대한성공회 1인, 연세대학교 동문회 2인, 총장(예겸이사) 1인, 사회유지 5인(연세대학교 출신 3인, 협력교단의 교계인사 2인)으로 구성되었다.[3]
3. ↑  현재 흥아유신기념탑은 ‘연세 역사의 뜰’(옛 수경원 정자각 뒤뜰)에 전시되어 있다. 기념탑의 비문은 조선 총독 미나미 지로의 글씨이다.